# ساروفاگاناکس
ساروفاگاناکس (نام علمی: Saurophaganax) نام یک سرده از فروراسته گوشت‌سوسماران است.